# Petru Șteolea
Petru Șteolea (n. 1 martie 1952, Hondol, județul Hunedoara) este un fost deputat român în legislatura 1992-1996 și în legislatura 1996-2000, ales în județul Hunedoara pe listele partidului PUNR. În legislatura 1996-2000, Petru Șteolea a fost membru în grupurile parlamentare de prietenie cu Republica Polonă și Republica Cuba. 
După ce s-a retras din politică, a lucrat la Agenția de Îmbunătățiri Funciare.